# Appendicula infundibuliformis
Appendicula infundibuliformis är en orkidéart som beskrevs av Johannes Jacobus Smith. Appendicula infundibuliformis ingår i släktet Appendicula och familjen orkidéer. Inga underarter finns listade i Catalogue of Life.